# Sedimentne stijene
Sedimente stijene su stijene nastale taloženjem ostataka drugih stijena djelovanjem vode, leda i vjetra, taloženjem kao rezultatom biološke aktivnosti te taloženjem iz otopine. Sedimentne stijene uključuju uobičajene stijene kao što su kreda, vapnenac i škriljac. Prekrivaju 75 % kopnene površine Zemlje. 

## Postanak
Sedimentne stijene nastaju zbog preopterećenja kako se čestice sedimenta talože iz zraka, leda, vjetra ili vodenih tokova. Kako taloženje sedimenta napreduje, litostatski tlak ga pritišće u uslojenu krutinu procesom litifikacije (nastanka stijene) pri čemu se istiskuje fluid kojim je donesen. Dijageneza je naziv koji se koristi za opisivanje svih kemijskih, fizikalnih i bioloških promjena, uključujući i cementaciju, kroz koje prolazi sediment nakon taloženja kroz svoju litifikaciju, bez obzira na površinsko trošenje. 
Sedimentne stijene su posložene u slojeve. Svaki novi sloj se polaže vodoravno na stariji u procesu zvanom superpozicija. Obično postoje praznine u slijedu koje se nazivaju diskordancije. One predstavljaju razdoblja u kojima nije dolazilo do taloženja ili u kojima su stariji slojevi bili izdignuti iznad razine mora i erodirani.
Sedimentne stijene sadrže važne podatke o povijesti Zemlje. U njima su sačuvani fosili iz kojih možemo saznati o razvoju života, a koje ne možemo naći u magmatskim ili metamorfnim stijenama jer tlakovi i temperature na kojima se formiraju uništavaju fosilne ostatke. Iz sedimentnih stijena također možemo saznati o okolišima u kojima su se taložile.
Prekrivaju velik dio Zemljine kore, ali je njihov ukupni udio procijenjen na svega 5 %, što znači da predstavljaju samo tanku presvlaku preko kore koja se sastoji uglavnom od magmatskih i metamorfnih stijena.

## Podjela
Sedimentne stijene su podijeljene u tri skupine: klastične, kemogene i biogene.

### Klastične
Klastične sedimentne stijene građene su od diskretnih fragmenata ili klasta minerala nastalih iz drugih stijena, koji se nalaze u matriksu. Uglavnom se sastoje od kvarca s nekim uobičajenim mineralima uključujući muskovit, feldspate, amfibole, minerale glina i ponekad egzotičnije minerale iz magmatskih i metamorfnih stijena.
Mogu se razmatrati s obzirom na veličinu zrna, sa škriljcem kao najfinijim s česticama manjim od 0,004 mm, nešto većim siltom (od 0,004 do 0,063 mm), pješčenjakom (od 0,063 do 2 mm) te valutičnjakom (konglomeratom) i kršnikom (brečom) kao najkrupnijima sa zrnima od 2 do 256 mm. Razlika između breče i konglomerata je u tome što breča ima oštra zrna, dok konglomerat ima zaobljena zrna što upućuje na zaključak da se sediment duže transportirao. Arenit je naziv za sedimentnu stijenu sa zrnima veličine pijeska.
Podjela klastičnih stijena je složena zbog utjecaja mnogo varijabli. U obzir moraju biti uzeti veličina zrna (uključujući i prosječnu veličinu i raspon veličina zrna), sastav zrna, cement i matriks (naziv za manje čestice prisutne u prostoru između zrna).
Škriljci, koji se većinom sastoje od minerala glina, općenito su podijeljeni na temelju sastava i načina na koji su uslojeni.
Krupnozrnate klastične stijene su podijeljene s obzirom na sastav i veličinu zrna. Ortokvarcit je vrlo čist kvarcni pješčenjak, arkoz je pješčenjak s kvarcom i velikom količinom feldspata, grauvaka je pješčenjak s kvarcom, mineralima glina, feldspatima i fragmentima metamorfnih stijena koji su formirani iz sedimenata nošenih turbiditnim strujama.
Sve stijene se razgrađuju vrlo sporo zbog mehaničkog i kemijskog trošenja. 
Mehaničko trošenje je razaranje stijene na manje čestice bez uzrokovanja promjena u kemijskom sastavu minerala u dotičnoj stijeni. Jedan od najvažnijih agensa mehaničkog trošenja je led. Voda ulazi u pukotine i rascjepe u stijeni, zaledi se i širi. Sila uzrokovana ekspanzijom dovoljna je za povećanje pukotina i slamanje dijelova stijene. Zagrijavanje i hlađenje stijene također rezultira širenjem i skupljanjem, što potpomaže proces. Mehaničko trošenje doprinosi daljnjem slamanju stijene povećanjem površinskog područja koje je izloženo kemijskom trošenju.
Kemijsko trošenje je usitnjavanje stijene kemijskim reakcijama. U ovome procesu minerali u stijeni su izmijenjeni su čestice koje vrlo lako mogu biti odnešene. Zrak i voda su također uključeni u mnoge kompleksne kemijske reakcije. Minerali u magmatskim stijenama mogu biti nestabilni pri normalnim atmosferskim uvjetima. Vrlo često su napadnuti vodom, posebno kiselim ili alkalnim otopinama, i svi uobičajeni minerali koji formiraju magmatske stijene (kvarc je iznimka jer je vrlo otporan) su na ovaj način izmijenjeni u minerale glina.
Čestice stijena dalje se transportiraju agensima erozije (obično vodom, rjeđe ledom i vjetrom) na nova mjesta gdje su nanovo taloženi u slojeve, općenito na nižim nadmorskim visinama. Prilikom transporta se smanjuje veličina čestice te se sortiraju po veličini. Sedimenti doneseni potocima i rijekama tvore aluvijalne lepeze, naplavne ravnice, delte, a mogu biti istaloženi i na jezerskom ili oceanskom dnu. Ledenjaci transportiraju i talože velike količine obično nesortiranog materijala kao što je til.
Istaložene čestice na kraju se zbijaju i cementiraju, formirajući klastične sedimentne stijene. Takve stijene sadrže inertne minerale koji su otporni na mehaničko i kemijsko trošenje kao što su kvarc, cirkon, rutil i magnetit. Kvarc je jedan od mehanički i kemijski najotpornijih minerala.

### Biokemijske
Biokemijske sedimentne stijene sastoje se od materijala proizvedenih živim organizmima, pa uključuju karbonatne minerale stvorene djelovanjem organizama poput koralja, mekušaca i foraminifera, koji prekrivaju oceansko dno s naslagama kalcita koji kasnije može formirati vapnenac. Ugljen je također biokemijska sedimentna stijena.
Najčešća biogena sedimentna stijena u Hrvatskoj je vapnenac.

### Kemijske
Kemijske sedimentne stijene se formiraju precipitacijom, tj. izlučivanjem iz zasićene vodene otopine, a djelimo ih na neevaporitne (karbonatne, silicijske i fosfatne) te evaporitne (gips, anhidrit i halit). Međutim, kako često ne možemo običnim petrografskim mikroskopom razlikovati biokemijske i kemijske sedimentne stijene, iz praktičnih razloga svrstavamo ih u istu kategoriju.

## Vanjske poveznice
- Službene stranice Prirodoslovne tehničke škole Split  Arhivirana inačica izvorne stranice od 17. rujna 2016. (Wayback Machine) Materijali - Geologija - 4. Razred (prirodoslovna gimnazija)
- Rudarsko-naftno-geološki fakultet  Arhivirana inačica izvorne stranice od 16. rujna 2016. (Wayback Machine) Ana Maričić: Nastavni i drugi sadržaji - Petrologija s geologijom